# Rissoina costulata
Rissoina costulata is een slakkensoort uit de familie van de Rissoidae. De wetenschappelijke naam van de soort is voor het eerst geldig gepubliceerd in 1860 door Dunker.